# Kommando Streitkräftebasis (Bundesheer)
Das mit 1. April 2019 aufgestellte Kommando Streitkräftebasis (KdoSKB) mit Sitz im Kommandogebäude Heckenast-Burian in Wien ist der zentrale Logistikdienstleister des Österreichischen Bundesheeres im Bundesministerium für Landesverteidigung. Als Kommando der oberen Führung stellt es die operative logistische Unterstützung der Streitkräfte und von anderen Kommanden, Dienststellen und Ämtern sicher.

## Aufgabenbereiche und Dienststellen
Die Verantwortung des Kommandos Streitkräftebasis umfasst die nachstehenden Kompetenzbereiche, die in über 22 Dienststellen in ganz Österreich wahrgenommen werden.
- Logistik
  - Heereslogistikzentren (Wien, Wels, Wals-Siezenheim, St. Johann in Tirol, Graz, Klagenfurt)
  - Heeresbekleidungsanstalt
  - Heereslogistikschule
  - Heeresmunitionsanstalten (Großmittel, Stadl-Paura, Buchberg)
  - Versorgungsregiment 1 (Gratkorn)
- Militärisches Gesundheitswesen
  - Sanitätszentren Ost (Wien), Süd (Graz), West (Innsbruck) und Feldambulanz Hörsching
  - alle weiteren militärmedizinischen Einrichtungen
- Veterinärwesen
  - Militärhundezentrum
- Sport im Bundesheer
  - Heeressportzentrum mit Heeresleistungszentren
- IKT- & Cyberkompetenz
  - Informations-Kommunikations-Technologie und Cybersicherheitszentrum
  - Führungsunterstützungsschule
- Entminungsdienst

## Geschichte
Im Rahmen der Heeresgliederung 1972 wurde das Heeresmaterialamt (HMatA) gebildet, das mit seinen nachgeordneten Anstalten und Lagern im Falle einer Mobilmachung für die Aufstellung der Heeresversorgungstruppen verantwortlich war.
Im Jahr 2002 wurde aus dem Heeresmaterialamt, zusammen mit Teilen der Sanitätsorganisation des Bundesheeres, das Kommando Einsatzunterstützung (KdoEU) aufgestellt. Mit 1. September 2006 wurde das KdoEU im Rahmen der Gliederung ÖBH 2010 neben dem Streitkräfteführungskommando das zweite Kommando der oberen Führung.
Am 1. Jänner 2017 wurde eine neue Heeresgliederung (Landesverteidigung 21.1) eingenommen, und als Nachfolgeorganisation des Kommandos Einsatzunterstützung wurde das Kommando Logistik, als eines von vier Kommanden der oberen Führung, aufgestellt.
Aus dem Kommando Logistik wurde mit 1. April 2019 das Kommando Streitkräftebasis aufgestellt und um die IKT- & Cyberaufgaben, inklusive Führungsunterstützungsschule, verstärkt.
Bis April 2022 soll eine erneute Umstrukturierung sowohl des Kommando Streitkräfte, als auch des Kommando Streitkräftebasis erfolgen.

## Die derzeitige Dienstpostenbesetzung
Kommandoführung:
- Generalmajor Alexander Platzer[6], Kommandant
- Brigadier Siegfried Bognar[7], stellvertretender Kommandant